# Uralska Obwodowa Rada Delegatów Robotniczych, Kozackich i Czerwonoarmijnych

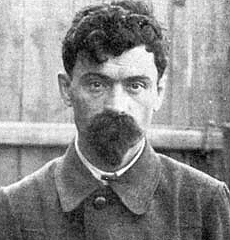
Jakow Jurowski, 1918

Uralska Obwodowa Rada Delegatów Robotniczych, Kozackich i Czerwonoarmijnych (w skrócie Uralczycy) – jedna z robotniczych rad obwodowych ruchu bolszewickiego w czasie wojny domowej w Rosji 1917–1921.
Przewodniczącym Uralskiej Rady Delegatów był Aleksandr Biełoborodow.
Komisarzem wojskowym Uralskiej Rady Delegatów był Filipp Gołoszczokin, jednocześnie komisarz wojskowy 3 Armii z Jekaterynburga.
Komisarzem sprawiedliwości Uralskiej Rady Delegatów był zaś Jakow Jurowski, syn żydowskiego szklarza i krawcowej, wróg religii i monarchii, wreszcie późniejszy carobójca.
Uralska Rada Obwodowa pod presją nacierających do Jekaterynburga wojsk czechosłowackich (chcących wyswobodzić rodzinę carską z rąk bolszewików) wydała uchwałę zgodnie z którym car Mikołaj II Romanow wraz z rodziną miał zostać stracony.
Decyzję tę zaaprobowało wkrótce prezydium Ogólnorosyjskiego Centralnego Komitetu Wykonawczego pod kierownictwem Jakowa Swierdłowa. Ostateczny rozkaz egzekucji wydał natomiast sam Włodzimierz Lenin.

## Literatura
- Shay McNeal, Ocalić cara Mikołaja II, Świat Książki, Warszawa 2004.